# John O'Boyle
John William O'Boyle (New York, 7 marzo 1928 – Porterville, 30 marzo 1984) è stato un cestista e allenatore di pallacanestro statunitense, professionista nella ABL e nella NBA.

## Carriera
In mezzo a due stagioni nella ABL ha disputato 5 partite nella NBA con i Milwaukee Hawks, segnando 21 punti.